# ツイン・ドラゴン
『ツイン・ドラゴン』（原題：雙龍會、英語題：Twin Dragons）は、1992年公開の香港映画。主演：ジャッキー・チェン。監督：ツイ・ハークとリンゴ・ラム。ジャッキー・チェンが一人二役で双子を演じたアクション・コメディ映画。
香港映画監督協会が資金集めのために製作した作品である。その経緯から同協会所属の数多くの映画監督たち（もともと俳優だった人物も多い）がカメオ出演し、クレジットの大半を占めている異色の作品でもある。

## 製作
ツイ・ハークとリンゴ・ラムが、それぞれドラマパートとアクションパートを分担する共同監督体制で作られた。

### 撮影・編集
ハイライトの格闘シーンの舞台設定は三菱自動車の自動車テスト場であり、セットもほとんど三菱車で占められているが、その中にはホンダの2代目シビックや、日産の910型ブルーバードとS110型シルビアがある。
日本劇場公開版（およびビデオ版）のエンディングでは、ジャッキー・チェン映画おなじみのNGシーン集ではなく、『ポリス・ストーリー/香港国際警察』『ポリス・ストーリー2/九龍の眼』のハイライトシーンが流れる。当時ポリス・ストーリーシリーズの新作『ポリス・ストーリー3』の公開が近く、また前2作のビデオソフトが発売されており、それらの宣伝のため。
日本のビデオ版とテレビ放送版では役名（後述）のほか、使用音楽が変更されている。

### 興行・宣伝
ジャッキーが初めて二役に挑んだ話題性から、「主演ジャッキー・チェン、共演ジャッキー・チェン」のコピーが用いられた。また、日本の雑誌広告では、ポスターの顔写真の片方を、顔がジャッキーとよく似ているタレントの内村光良（ウッチャンナンチャン）に変え、「ジャッキーは、ウッチャンを見てこの映画を思いついた」というコピーを使用した。

## ストーリー
香港。ある日、双子の赤ん坊が病院内の人質事件に巻き込まれ、弟のほうが行方不明になった。双子の両親はたまたまアメリカから里帰り出産のため香港滞在中であり、失意のまま兄だけを連れ帰った。弟は暗黒街の女性に拾われ、息子として育てられる。
28年後。双子の弟・ジャッキー（ジャッキー・チェン）は、暗黒街の片隅で自動車整備工兼カーレーサーとして自活していた。ジャッキーはある夜、兄貴分のターザン（テディ・ロビン）が惚れたクラブ歌手のバーバラ（マギー・チャン）をマフィアの幹部による執拗なつきまといから救い、かくまうが、逆恨みされて命を狙われる身となる。一方、双子の兄・マー（ジャッキー・チェン）は、オーケストラの指揮者となり、公演のため初めて香港をおとずれ、サリー（ニナ・リー）という世話係をつけられる。
ジャッキーとマフィアの乱闘に居合わせたマーはバーバラに、ジャッキーはサリーに、それぞれ間違って連れられ、以降取り違えられたまま過ごすことを余儀なくされる。突然高級ホテル住まいとなったジャッキーは境遇の一変に困惑し、マーは知らない人物からの脅しに苦しめられる。マーが滞在するホテルで2人はようやく出会い、姿が瓜二つであることに驚くとともに、申し合わせてもとの生活に戻ろうとするが、トラブルが重なり、うまくいかない。
マーと勘違いされたジャッキーは、ぶっつけ本番でオーケストラの指揮に挑み、新機軸を打ち出したと評価される。一方、ジャッキーと勘違いされたマーは、マフィアからターザンを人質にしたことを告げられ、ターザンの解放と引き換えに護送車で運ばれるマフィアのボス、タイガー（カーク・ウォン）の奪還および、彼らの逃亡の手助けを依頼されるが、失敗する。狼狽したマーはホテルに逃げ帰るが、マフィアの逃亡資金の入ったブリーフケースを持ち帰ってしまう。
マーはコンサートを終えたジャッキーと部屋で鉢合わせになり、瓜二つの2人の姿を同時に見たバーバラとサリーは気絶してしまう。コンサートの成功を知ったマーは、ジャッキーこそが生き別れた双子の弟であることを確信し、彼から本当の生い立ちを知らされたジャッキーは、兄弟ともに生きていくことを誓い合う。
ブリーフケースを返すよう要求する電話がかかってきたことでターザンやマーが巻き込まれた騒動を知ったジャッキーは、マーとともにタイガー達の待つアジトに向かう。ジャッキーはマーをおとりにした作戦でターザンを救出し、双子としての共感覚でジャッキーの動きを身に着けたマーとともに一味を倒す。
取り違え生活の中でジャッキーはサリーと、マーはバーバラと相思相愛となっており、やがて合同の結婚披露宴を開くが、身を固める決心の付かないジャッキーは式場を逃げ出そうとする。その騒ぎの中で花嫁たちはどちらが自分の花婿なのか区別がつかなくなり、「どちらでもいいわ」と叫んで双子に飛びつく。

## 登場人物・キャスト
役名は劇場公開時の日本語版の表記に準じる（放送・ソフト化時の変更についてはカッコ書きで記述）。
ジャッキー（ボミー／ドラゴン／搏命、台湾版：玩命）
演：ジャッキー・チェン
マーの弟。香港で育った自動車修理工。喧嘩と自動車運転の腕前は一流。友情に厚く、兄貴分のターザンのためなら自分の危険もいとわない。痛みや動きなどの体の感覚をマーと共有している。後ろ髪を短く束ねている。
マー（公子、台湾版：馬友）
演：ジャッキー・チェン（二役）
ジャッキーの兄。ニューヨーク育ちの前途有望な指揮者。痛みや動きなどの体の感覚をジャッキーと共有している。後ろ髪を束ねていない。弟のジャッキーとは違って物静かな性格で、喧嘩は苦手だったが、双子で同じ動きをしてしまう特性を利用し、ジャッキーの動きを反映して敵を倒すことに成功する。
バーバラ（芭芭娜）
演：マギー・チャン
ターザンが惚れているサパークラブの歌手。かつてオペラ歌手を目指しており、ジャッキー（実はマー）の音楽性に惹かれる。
サリー（ランラン）
演：ニナ・リー
香港滞在中のマーにつけられた世話係で、富豪の娘。父がマーと政略結婚させようとしたために、世話係を嫌がっていたが、マー（実はジャッキー）のワイルドな一面を見てからはベタ惚れになる。
ターザン（チータ／泰山）
演：テディ・ロビン
自動車整備工場を経営するジャッキーの兄貴分で、幼なじみ。レーサーとして常に一攫千金を夢見ている。
ウェイ
演：ジョニー・ワン
マフィアの手下である実力者。
ツァオ
演：ガイ・ライ
マフィアの相談役。
ロッキー
演：ジェイミー・ラク
サリーの元恋人で、スポーツクラブのコーチ。ジャッキーとの喧嘩に敗れ、のちに「弟子入りしたい」とマーに泣きついて戸惑わせる。
特別出演
香港映画監督協会会員の特別出演者。
- アン・ホイ（許鞍華） - 産婦人科医
- ジェームズ・ウォン（黄霑） - ジャッキーとマーの父
- シルヴィア・チャン - ジャッキーとマーの母
- デビッド・チャン - 元刑事のガードマン
- カーク・ウォン - タイガー（マフィアのボス）、凶悪犯
- フィリップ・チャン - 捜査責任者
- アルフレッド・チョン - ウィン（マフィアの幹部）
- エディ・フォン
- プーン・ユンリョン
- テリー・トン
- メイベル・チャン - ボミーの養母
- レイモンド・リー
- アンドリュー・ラウ
- リー･チーガイ
- ピーター・チャン
- クララ・ロー
- トン・ワイ
- ラウ・カーリョン（劉家良） - 医師
- バリー・ウォン（黄炳耀） - 超能力者
- チン・シウトン（程小東）
- ゴードン・チャン
- ラウ・カーウィン（劉家栄）
- ジェイコブ・チャン
- クリフトン・コー（高志森）
- エリック・ツァン（曾志偉）
- ツイ・ハーク（徐克） - ガードマン
- リンゴ・ラム（林嶺東） - カードマン
- ウー・セイエン（呉思遠）
- ジョン・ウー（呉宇森） - 牧師
- ツイ・シウミン（徐小明）

役名は当時別々にリリース・レンタルリリースされていたVHSの日本語字幕版および日本語吹替版、テレビ版で揺れがみられる。
- ジャッキー（劇場公開版・VHS吹替版・テレビ朝日版）は、VHS字幕版では「ボミー」、フジテレビ版では「ドラゴン」である。
- サリー（劇場公開版・VHS版）は、フジテレビ版・テレビ朝日版では「ランラン」。
- ターザン（劇場公開版・VHS版）は、フジテレビ版では「チータ」。

### 日本語吹替
| 役名             | 俳優                 | 日本語吹替                                                              | 日本語吹替                                                                     | 日本語吹替 |
| 役名             | 俳優                 | ソフト版                                                                | フジテレビ版                                                                   | テレビ朝日版 |
| ---------------- | -------------------- | ----------------------------------------------------------------------- | ------------------------------------------------------------------------------ | --- |
| ジャッキー       | ジャッキー・チェン   | 石丸博也                                                                | 石丸博也                                                                       | 石丸博也 |
| マー             | ジャッキー・チェン   | 石丸博也                                                                | 石丸博也                                                                       | 石丸博也 |
| バーバラ         | マギー・チャン       | 小山茉美                                                                | 佐々木るん                                                                     | 岡本麻弥 |
| サリー           | ニナ・リー           | 幸田奈穂子                                                              | 神代智恵                                                                       | 田中敦子 |
| ターザン         | テディ・ロビン       | 堀内賢雄                                                                | 龍田直樹                                                                       | 島田敏 |
| 父               | ジェームズ・ウォン   | 広瀬正志                                                                | 稲葉実                                                                         | |
| 母               | シルヴィア・チャン   |                                                                         |                                                                                | さとうあい |
| タイガー         | カーク・ウォン       | 秋元羊介                                                                | 渡部猛                                                                         | 若本規夫 |
| 警部             | デビッド・チャン     | 喜多川拓郎                                                              | 古田信幸                                                                       | 小室正幸 |
| 養母             | メイベル・チャン     |                                                                         |                                                                                | |
| ウィン           | アルフレッド・チョン | 山口健                                                                  | 増岡弘                                                                         | |
| ウェイ           | ジョニー・ワン       |                                                                         | 茶風林                                                                         | |
| チャン           | アンソニー・チェン   | 高宮俊介                                                                | 松本保典                                                                       | 目黒裕一 |
| ロッキー         | ジェイミー・ラク     | 荒川太郎                                                                |                                                                                | |
| ツァオ           | ガイ・ライ           |                                                                         |                                                                                | |
| 電話の男         | エリック・ツァン     | 喜多川拓郎                                                              |                                                                                | 桜井敏治 |
| 医者             | ラウ・カーリョン     | 伊井篤史                                                                | 藤本譲                                                                         | 山野史人 |
| タン             | チュウ・ヤン         | 伊井篤史                                                                | 藤本譲                                                                         | 山野史人 |
| 超能力者         | バリー・ウォン       | 小島敏彦                                                                | 安西正弘                                                                       | 桜井敏治 |
| その他           | N/A                  | 仲木隆司 堀之紀 伊藤和晃 佐久田修 叶木翔子 紗ゆり さとうあい 浅井千香子 | 笹岡繁蔵 青森伸 島香裕 丸山真奈実 塚田恵美子 土方優人 柳沢栄治 岡和男 沢海陽子 | 中村秀利 荒川太郎 福田信昭 中博史 中村雄一 相沢正輝 後藤敦 小形満 寺内よりえ 星野千寿子 鳥畑洋人 幸田夏穂 大黒和広 柳沢栄治 遊佐浩二 |
| 日本語版スタッフ |                      |                                                                         |                                                                                | |
| 演出             | 演出                 | 長野武二郎                                                              | 春日正伸                                                                       | 蕨南勝之 |
| 翻訳             | 翻訳                 | 和島陽子                                                                | 飯嶋永昭                                                                       | 飯嶋永昭 |
| 調整             | 調整                 | 長井和親                                                                | 栗林秀年                                                                       | 山田太平 |
| 効果             | 効果                 |                                                                         | 山本洋平                                                                       | リレーション |
| 録音             | 録音                 |                                                                         | スタジオザウルス                                                               | |
| 担当             | 担当                 | 吉富孝明                                                                | 井瀧信吾                                                                       | 福吉健 |
| 制作             | 制作                 | ニュージャパンフィルム                                                  | ムービーテレビジョン                                                           | ムービーテレビジョン |
| 解説             | 解説                 | N/A                                                                     | 高島忠夫                                                                       | 淀川長治 |
| 初回放送         | 初回放送             | VHS、BD、 デジタル・リマスター版 DVD収録                                | 1995年3月18日 『ゴールデン洋画劇場』 ※BD収録                                   | 1996年9月1日 『日曜洋画劇場』 ※BD収録                                                                                                |

## スタッフ
- 監督：ツイ・ハーク、リンゴ・ラム
- 原案：ツイ・ハーク、テディ・ロビン、ジョセフ・チェン
- 脚本：ツイ・ハーク、ジョセフ・チェン、 バリー・ウォン（黄炳耀）[注釈 1]
- 撮影：アーサー・ウォン（黄永恒）、アーサー・ウォン（黄岳泰）、アンドリュー・ラウ
- 音楽：ローウェル・ロー
- 武術指導：トン・ワイ、トニー・リャン、ユエン・ウーピン、ツイ・シウミン、クリス・リー、ジャッキー・チェン
- 製作総指揮：テディ・ロビン
- 製作：ン・シーユン